# Sara Fiorin
Sara Fiorin (Seveso, 24 september 2003) is een Italiaans baan- en wegwielrenster en voormalig veldrijdster die sinds 2025 voor de Duitse wielerploeg CERATIZIT Pro Cycling Team rijdt.

## Carrière
Fiorin nam bij de jeugd deel aan wedstrijden in het veldrijden en nam in 2022 voor het eerst deel aan professionele wedstrijden op de baan. Al snel stopte ze met het veldrijden en legde ze meer de focus op de baan en de weg. In 2022 en 2023 behaalde ze meerdere ereplaatsen op de nationale kampioenschappen en op de EK voor beloften won ze brons in 2023 en 2024 bij de ploegenachtervolging. De ploegenachtervolging van 2023 reed ze samen met Valentina Basilico, Sofia Collinelli en Matilde Vitillo en een jaar later reed Fiorin met Vittoria Grassi, Francesca Pellegrini en Federica Venturelli. In 2024 nam Fiorin deel aan de Olympische Zomerspelen die dat jaar in Parijs werden gehouden. Ze nam deel aan de sprint en de keirin, waar ze echter in de uitslagen geen rol van betekenis speelde.
Op de weg reed ze in 2023 en 2024 bij de opleidingsploeg van UAE Team ADQ. In 2024 won ze haar eerste professionele wedstrijd, de Trofej Umag. Niet veel later was het ook op Nederlandse bodem raak; ze zegevierde in de Omloop der Kempen voor Lara Gillespie en Marjolein van 't Geloof. Haar goede prestaties leverde Fiorin voor het seizoen van 2025 een profcontract op bij CERATIZIT Pro Cycling Team.

## Palmares

### Baanwielrennen
| Jaar        | IK | EK                                   | WK          | Overige                                  |
| Als belofte | Als belofte                                                                                               | Als belofte                          | Als belofte | Als belofte                              |
| ----------- | --- | ------------------------------------ | ----------- | ---------------------------------------- |
| 2022        | | 9e afvalkoers                        |             |                                          |
| 2023        | | ploegenachtervolging · 4e afvalkoers |             |                                          |
| 2024        | | ploegenachtervolging · 9e keirin     |             |                                          |
| Als elite   | |                                      |             |                                          |
| 2022        | koppelkoers · 4e keirin · 6e 500m tijdrit · 6e afvalkoers · 7e scratch · 9e omnium · 10e puntenkoers      |                                      |             | Kopenhagen: · eindklassement             |
| 2023        | koppelkoers · teamsprint · ploegenachtervolging · 4e scratch · 5e afvalkoers · 5e omnium · 6e puntenkoers |                                      |             |                                          |
| 2024        | |                                      |             | Olympische Spelen: 26e sprint 27e keirin |

### Wegwielrennen
2024
Omloop der Kempen
Trofej Umag
2025
3e etappe Ronde van El Salvador

#### Resultaten in voornaamste wedstrijden
| Jaar | Ronde van Italië | Ronde van Frankrijk | Ronde van Spanje |
| ---- | ---------------- | ------------------- | ---------------- |
| 2025 | opgave           |                     |                  |

| Jaar | Milaan-San Remo |
| ---- | --------------- |
| 2025 | 95e             |

## Ploegen
- 2023 –  UAE Development Team
- 2024 –  UAE Development Team
- 2025 –  CERATIZIT Pro Cycling Team

Alonso · Brauße · Burlová · Van Dam · Eberle · Fiorin · Hartmann (vanaf 14/3) · Hashimi · Hengeveld · Jaskulska · Miermont · Le Mouel · De Zoete · Zsankó